# Tony Mansfield
Tony Mansfield (vollständiger Name: Anthony Charles Mansfield, * 19. Januar 1955 in Clapham, London) ist Produzent, Musiker und Songschreiber. Er war Gründungsmitglied der Band New Musik und arbeitete mit Gruppen wie After the Fire, a-ha, Aztec Camera, Captain Sensible („Wot“), Naked Eyes, The B-52’s und Vicious Pink sowie Künstlern wie Mari Wilson, Miguel Bosé, Nick Straker und Ana Torroja zusammen.

## Biografie

### Jugend und New Musik
Mansfield wuchs im Südwesten Londons in der Nähe des Parks Clapham Common auf. Er ging in Wandsworth auf die Spencer Park School, unter anderem zusammen mit Nick Straker. Nach seinem Schulabschluss arbeitete Tony Mansfield zeitweilig als Hilfskraft bei Decca Records. Er war der Initiator von New Musik-Vorgängerbands wie Reeman Zeegus und war um 1976 als Roadie mit Limmie Funk Limited unterwegs, einer Band, an der auch Straker und Phil Towner beteiligt waren.
Ab 1977 entstand Mansfields Band New Musik, bei der er als Sänger, Songschreiber und Produzent tätig war und auch verschiedene Instrumente spielte. Nachdem Nick Straker, zunächst auch Teil von New Musik, einen eigenen Plattenvertrag erhalten hatte, waren dessen Bandkollegen von New Musik 1979 an der Produktion des ersten Albums der Nick Straker Band beteiligt. Mansfield war hierbei, so auch bei dem Top-10-Hit „A Walk In The Park“, Gitarrist.
Erstmals als Musikproduzent war Tony Mansfield 1979 für die Singleversion des Titels Life In The City der Band After the Fire verantwortlich. Anschließend produzierte er deren Album 80-f, auf dem sich auch das als Titelmusik der TV-Show Na sowas! bekannte Instrumentalstück 1980-f befand. Die Plattenfirma war jedoch mit dem Album nicht zufrieden und ließ es von einem anderen Produzenten neu abmischen.
Zwischen 1980 und 1982 erschienen die drei Alben von New Musik, „From A To B“, „Anywhere“ und „Warp“. Tony Mansfield gilt heute bei vielen als Pionier und Meilenstein der Synthie-Pop-Musik. Besonders das letzte Album von New Musik (Warp) war 1982 seiner Zeit weit voraus und brachte viele Innovationen. Rückwärts laufende Gesangs-Sequenzen und stark bearbeitet Drum-Sounds strapazierten die Hörgewohnheiten der damaligen Hörerschaft, so dass das letzte Album kommerziell wenig erfolgreich war und ein Geheim-Tip unter Insidern blieb. Sehr oft liest man, dass New Musik die am meisten unterschätzte Band der frühen 80er war.
Tony Mansfield schrieb den Titel Twelfth House der 1981 erschienenen Doppelsingle Singing / Twelfth House von Delegation, von der eine eigene New Musik-Version im selben Jahr als B-Seite veröffentlicht wurde.

### Erfolgreicher Produzent in den 1980er Jahren
Im Jahr 1981 begann die Zusammenarbeit mit dem Drummer des Yellow Magic Orchestra - Yukihiro Takahashi. Bei vier zwischen 1981 und 1997 erschienenen Stücken von Yukihiro Takahashi trug Mansfield neben der Produktion auch zum Gesangspart bei: Drip Dry Eyes - Memory Without Consequence - Disposable Love - Connection. Ebenso 1981 produzierte er die EP Friday 13th der Band The Damned. Für deren Mitglied Captain Sensible produzierte er dessen erste beide Alben Women and Captains First und The Power of Love mit dem britischen Nummer-eins-Hit Happy Talk und dem im deutschsprachigen Raum sehr erfolgreichen Titel Wot.
Nach dem letzten Album von New Musik 1982 gründete Mansfield mit seinem jüngeren Bruder Lee Mansfield und Rob Fisher die Gruppe Planet Ha Ha, mit der sie eine Single „Home“ veröffentlichten. Anschließend produzierte Tony Mansfield zwischen 1982 und 1984 die ersten beiden Alben von Rob Fishers neuer Band Naked Eyes mit den beiden in den Vereinigten Staaten sehr erfolgreichen Singles (There's) Always Something There to Remind Me und Promises, Promises. Für Mari Wilson produzierte Mansfield 1983 ihr Debütalbum Showpeople mit der britischen Top-Ten-Single Just What I Always Wanted.
Bei der Zusammenarbeit mit dem Yellow Magic Orchestra hatte Tony Mansfield 1981 erstmals Zugang zu einem Computer bei der Musikproduktion. Beim letzten New Musik-Album hatte er keine Möglichkeit der Nutzung solcher Technik und setzte dort stattdessen Sequenzer ein und erarbeitete richtungsweisend einen Stil unter Nutzung von Keying und Triggering. Am Anfang 1982 begann er mit einem Emulator zu arbeiten, bevor er später im Jahr schließlich einen Fairlight CMI erwarb. Die intensive Nutzung wurde zu einem Markenzeichen der Produktionen von Tony Mansfield. Infolgedessen galt Naked Eyes als die erste Band, bei der die Klänge des Fairlight CMI ein zentraler Bestandteil und Markenzeichen ihrer Musik war.
Der intensive Einsatz des Fairlight CMI und die Arbeitsweise Mansfields brachten jedoch auch Konflikte mit den Künstlern mit sich. So berichtete Captain Sensible, dass Tony Mansfield bereits das zweite Album mit seinen Sequenzern überschwemmt hätte und Captain Sensibles Gitarre völlig verdrängt hatte. Bei einem dritten, nie veröffentlichten Album hätte Mansfield die Texte als minderwertig kritisiert und die Melodien beanstandet. Auch zwischen a-ha und Mansfield soll es Differenzen gegeben haben. Tony Mansfield wurde als Produzent für das erste Album von a-ha engagiert. So war auch die erste Veröffentlichung der Single Take On Me von Mansfield produziert worden, kommerziell jedoch ein Misserfolg. Daraufhin wurde Take On Me – ebenso wie The Sun Always Shines on T.V. – neu von Alan Tarney produziert und in Verbindung mit dem aufwändigen Musikvideo zum Welterfolg. Bei den übrigen Albumtiteln, so auch der Titeltrack Hunting High and Low, wurde die Produktion von Tony Mansfield beibehalten, die Titel jedoch von John Ratcliff nochmals remixt. Etliche der originalen Mixe von Tony Mansfield wurden erst 2015 im Rahmen einer 30th Anniversary Edition veröffentlicht.

“The Tony Mansfield version [of ‘Take On Me’] employed a Fairlight and it just didn’t sound like a-ha at all … Its ingredients were good – nothing was really wrong other than it just didn’t quite sound like a finished record.”

„Die Tony Mansfield-Version [von 'Take On Me'] benutzte ein Fairlight und es klang einfach überhaupt nicht nach a-ha ... Die Zutaten waren gut - nichts war wirklich falsch, außer dass es einfach nicht wie eine fertige Platte klang.“

Mit dem Synthpop-Dou Vicious Pink nahm Tony Mansfield 1984 ihr erstes Album auf, welches nicht veröffentlicht wurde. Die Titel fanden später überwiegend Eingang in die beiden Alben der Band, Vicious Pink (1986) und West View (2022). Im Sommer 1985 begann er zusammen mit der Band The B-52’s die Aufnahme des Albums Bouncing off the Satellites. Der Tod des Bandmitglieds Ricky Wilson verzögert die Veröffentlichung des Albums auf 1986, eine ernsthafte Promotion für das Album erfolgte durch das Label nicht mehr.

### Neue Stile und internationale Künstler
Für Miguel Bosé produzierte Mansfield das 1987 erschienene Album XXX 1989 entstand die Acid-House-Single How To Do That (In A New Way) von Jean Paul Gaultier, die Mansfield mitschrieb, sowie in Folge das zugehörige Album Aow Tou Dou Zat. Im Jahr 1989 produzierte Mansfield für die Sängerin Lio die Single Tu es formidable und für Jean-Pierre Mader das Album Midi à minuit.
Anfang der 1990er Jahre gründet Tony Mansfield sein eigenes Label 100% Love, auf dem wenig erfolgreiche Veröffentlichungen erfolgten. Mitte der 1990er Jahre stellen sich nochmals Erfolge ein: Für den britischen Sänger Duke produziert Mansfield das Album The 10 Commandments of Love mit der House-Single So in love with you. Diese erreichte, von Fatboy Slim unter dem Pseudonym Pizzaman geremixt, zunächst in den Niederlanden Platz drei der Charts, dann in Italien eine Top-5-Platzierung und schließlich 1997 in den US-amerikanischen Billboard-Hot Dance Music/Club Play Charts Platz eins.
Bei Ana Torroja Debütalbum als Solokünstlerin, Puntos cardinales, war Mansfield Produzent. Sowohl das Album als auch die erste Single A contratiempo erreichte in Spanien Platz eins der Charts. Eine der letzten bekannten Produktionen war der lettischen Beitrag My Star der Gruppe Brainstorm beim Eurovision Song Contest 2000 in Stockholm, der mit 136 Punkten den dritten Platz erreichte. Im Folgejahr produzierte er für Brainstorm zudem das englischsprachige Album Online.
An den Produktionen von Tony Mansfield waren immer wieder auch ehemalige Bandkollegen von ihm beteiligt: So spielten etwa auf den Alben von Miguel Bosé und Ana Torroja Clive Gates und Rob Fisher die Keyboards. Phil Towner war als Schlagzeuger am Debütalbum Burning Bridges von Naked Eyes sowie teilweise an Captain Sensibles zweitem Album The Power of Love beteiligt.